# Pumilinura albanica
Pumilinura albanica is een springstaartensoort uit de familie van de Neanuridae. De wetenschappelijke naam van de soort is voor het eerst geldig gepubliceerd in 1995 door Peja & Deharveng.